# Parafia św. Mikołaja w Świbiu
Parafia św. Mikołaja w Świbiu należy do diecezji gliwickiej (dekanat Toszek). 

## Miejscowości należące do parafii
- Świbie, Dąbrówka

## Ulice należące do parafii
- Świbie: Główna, Nowe Bloki, Słoneczna
- Dąbrówka: Bloki, Chałupki, Pioski, Wieś

## Duszpasterze

### Proboszczowie
- ks. Zygfryd Pluta

## Kościoły i kaplice mszalne
- Kościół pod wezwaniem św. Mikołaja w Świbiu (kościół parafialny)
- Kościół pod wezwaniem św. Anny i św. Huberta w Dąbrówce (kościół filialny)
- Kaplica pod wezwaniem św. Benigny w Świbiu

## Cmentarze
- Cmentarz parafialny w Świbiu
- Cmentarz parafialny w Dąbrówce

## Księgi metrykalne
Parafia prowadzi księgi chrztów, ślubów i zgonów od 1925 roku